# جوليو كافياري
جوليو كافياري (بالإيطالية: Giulio Cavallari)‏ هو لاعب كرة قدم إيطالي في مركز حراسة المرمى، ولد في 24 يناير 1992 في بارما في إيطاليا. لعب مع نادي سيينا.